# Adam Dyrvig Tatt
Adam Dyrvig Tatt (født 15. november 1979 i Odense) er en dansk journalist, der er bedst bedst kendt fra den såkaldte Strandvænget-sagen fra 2007, hvor han via skjult kamera dokumenterede, at der fandt et omfattende omsorgssvigt af de udviklingshæmmede beboere sted på bostedet Strandvænget i Nyborg.
Fra 2022 og indtil februar 2024 var han chefredaktør på mediet Danwatch.

## Baggrund
Han blev student fra Odense Katedralskole i 2000 og blev optaget på Danmarks Journalisthøjskole i 2004, og afsluttede denne i 2008. Han har tidligere været tilrettelægger på produktionsselskabet Made in Copenhagen.

## Anholdelse og debat
Den 13. september 2023 blev han anholdt på Prinsessegade på Christianshavn – et område, hvor Københavns Politi i slutningen af august indførte en visitationszone efter et dødeligt skyderi på Christiania. Ifølge Tatt talte han i telefon med høretelefoner i ørene og havde telefonen i hånden, da en motorcykelbetjent drejede ind foran ham og stoppede ham. Betjenten ville give ham en bøde for at holde sin mobiltelefon, mens han kørte på cykel. Betjenten bad om id, hvilket han ikke havde på sig, da han havde glemt sin pung på arbejdspladsen. Han afviste betjentens sigtelse, da han ikke mente, at han havde brudt loven, da han havde brugt høretelefoner og blot havde telefonen i hånden. Efter yderligere diskussion blev han anholdt. Mens han lå ned og var fikseret, blev han sprøjtet i ansigtet med peberspray. Københavns Politi sigtede ham for fire lovovertrædelser. At bruge telefon, mens han kørte på cykel. At nægte at oplyse navn og fødselsdato. At have udøvet vold mod og truet tjenestemand samt at have modsat sig anholdelse.
Anholdelsen blev filmet af en forbipasserende, der opholdt sig på den modsatte side af Prinsessegade. Videoen blev første gang delt af Politiken to dage efter anholdelsen. Videoen blev efterfølgende bragt i landsdækkende nyhedsmedier og fik massiv opmærksomhed. Den skabte desuden debat både blandt politikere på Christiansborg og blandt almindelige danskere på sociale medier. SF's retsordfører Karina Lorentzen Dehnhardt udtalte; "Jeg synes, man reagerer alt for voldsomt på det, der tilsyneladende er en situation, som handler om snak i en mobiltelefon. Jeg er uforstående over, at de anvender magt på den måde. Det er vigtigt, den går hele vejen i DUP'en (Den Uafhængige Politimyndighed), så vi kan se, om der er tale om en lovlig eller ulovlig magtanvendelse". Enhedslistens retsordfører Rosa Lund udtalte sig også om episoden; "Jeg håber, at efterspillet bliver, at der kommer flere ressourcer til DUP. Jeg tænker, at alle, der ser videoen, synes, at det er for voldsom en behandling, og at det ikke er meningen". Justitsminister Peter Hummelgaard udtalte til Ekstra Bladet; "Jeg ønsker ikke at kommentere den konkrete sag, men jeg noterer mig, at Københavns Politi har sendt sagen videre til Den Uafhængige Politiklagemyndighed, som nu vil vurdere sagen."
Sagen er overdraget til Den Uafhængige Politiklagemyndighed (DUP) af Københavns Politi, ligesom Adam Dyrvig Tatts forsvarsadvokat også har klaget til samme.
I starten af juli 2024 har DUP afgjort sagen, med følgende oplysninger i en pressemeddelelse:

Politiklagemyndigheden har ud fra en samlet vurdering af sagens oplysninger fundet, at der ikke er grundlag for at udtale kritik af politiets magtanvendelse i forbindelse med anholdelsen.
Politiklagemyndigheden siger til gengæld, at det var "uproportionalt" og "uberettiget", at Adam Dyrvig Tatt blev kropsvisiteret uden tøj på.